# Mezcal

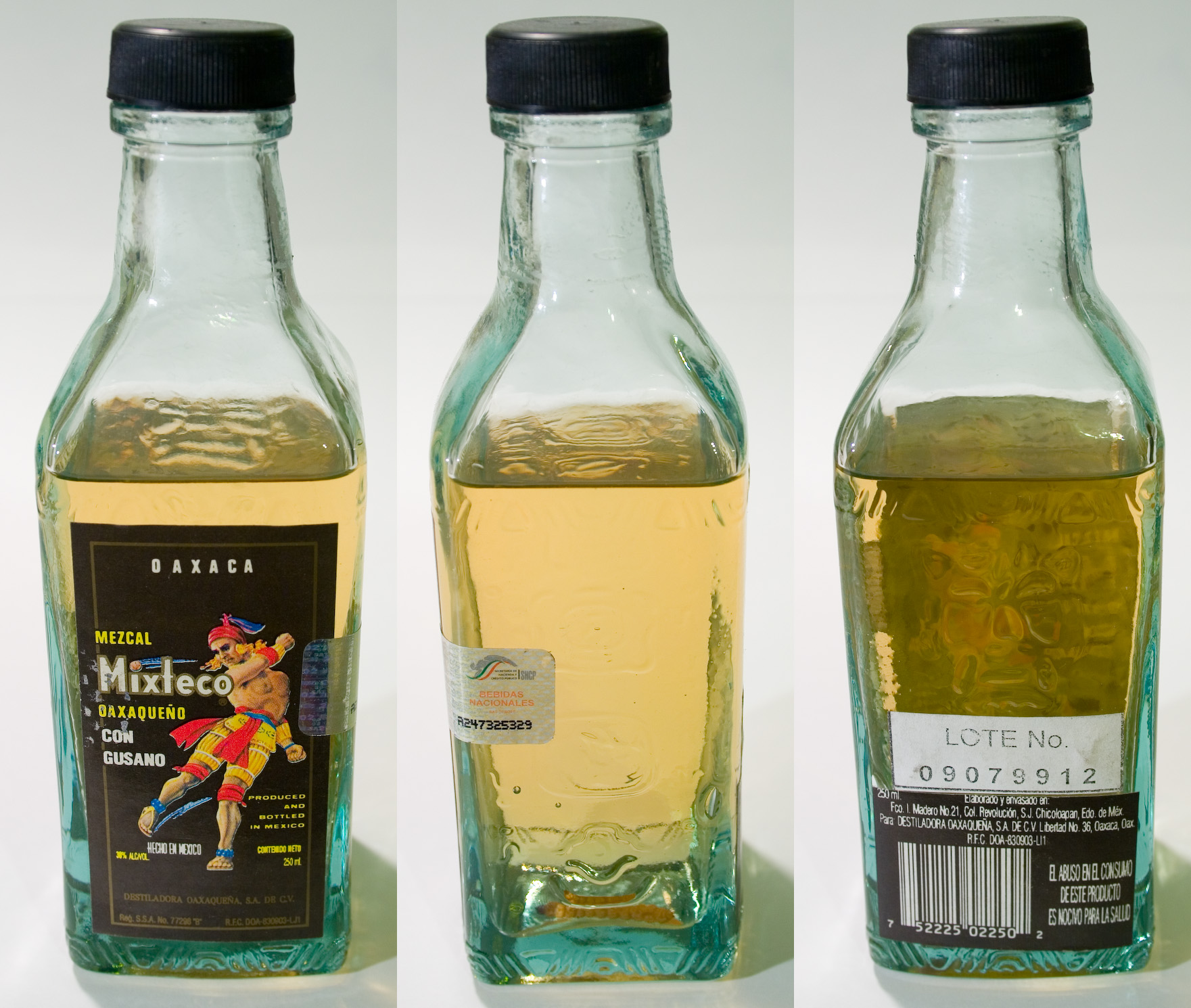
Láhev mezcalu s červem na dně

Mezcal je destilovaný alkoholický nápoj vyráběný z agáve.

## Historie
Historie sahá až do období před Kristem. Tehdy obyvatelé obývající mexické území vyráběli z agáve alkoholický nápoj zvaný pulque, které bylo však od způsobu dnešní výroby mezcalu poměrně vzdáleno. Změna přišla až se španělskými dobyvateli, kteří znali proces destilace. Tento faktor a některé další daly vzniknout receptuře mezcalu, neměnné a předávané z generace na generaci až do dnešních dnů.

## Výroba
Mexiko je domovem více než 200 druhů rostliny agáve a přibližně 30 druhů zelené agáve se používá k výrobě mezcalu. Každý druh agáve má svou speciální charakteristiku, proto je možné docílit spousty chutí při výrobě tohoto destilátu. Trvá, v závislosti na druhu, 7-9 let než rostlina agáve dospěje (a její srdce pak váží až 100 kg) a může se použít k výrobě mezcalu. Jakmile dospěje, pokácí ji podle tradice nejstarší člen rodiny. K výrobě se používá jen srdce agáve (tzv. piňa), které se udí, tím získává svou kouřovost. Následně se drtí, aby se získala šťáva. Poté se šťáva fermentuje a destiluje alespoň dvakrát, aby bylo dosaženo jemné chuti. Z jedné rostliny jí bývá až 65 litrů a mezcal má po první destilaci vždy 55 % alkoholu. Nakonec se výsledný mezcal balí do láhví, tomu se říká mladý mezcal nebo blanco. Letitý mezcal vznikne uchováváním v dubových sudech. Podle doby, kterou v sudech z dubového dřeva stráví, se mu říká buď mezcal reposado (0,5–1,5 roku) nebo mezcal añejo (2–8 let).

### Rozdíly oproti jiným nápojům z agáve
Oproti známější tequile nebo méně známému pulque se odlišuje následovně:
- jiný druh agáve
- jiná oblast - mexický stát Oaxaca, ale i Sonora a další
- jiný výrobní postup - rostliny agáve se před pálením udí
- oproti pulque se jedná o pálenku (pulque je pouze zkvašená šťáva z agáve)

Výsledkem je i jiná, nakouřená, chuť.
Na rozdíl od tequily není mezcal tak slavný, je spíše považován za domácí pálenku a v důsledku neexistuje ani takové množství značek.